# Colchicum speciosum
Espèce
Classification phylogénétique
Colchicum speciosum, le colchique du Caucase, est une plante vivace de la famille des Colchicacées.

## Description
Ce colchique est un géophyte à corme de 20 à 25 cm.
Les fleurs - jusqu’à 50 chez les exemplaires âgés - en forme de calice ou de coupe, lilas à pourprées à gorge blanche apparaissent à la fin septembre. Elles sont portées par un tube robuste de couleur variable (blanc, pourpré ou émeraude), qui leur permet de résister aux intempéries.
Les étamines ont des anthères jaunes et les styles se terminent par des stigmates punctiformes.
Les feuilles lancéolées à elliptiques, vert brillantes, qui apparaissent à la fin de l’hiver, atteignent 30 sur 10 cm.

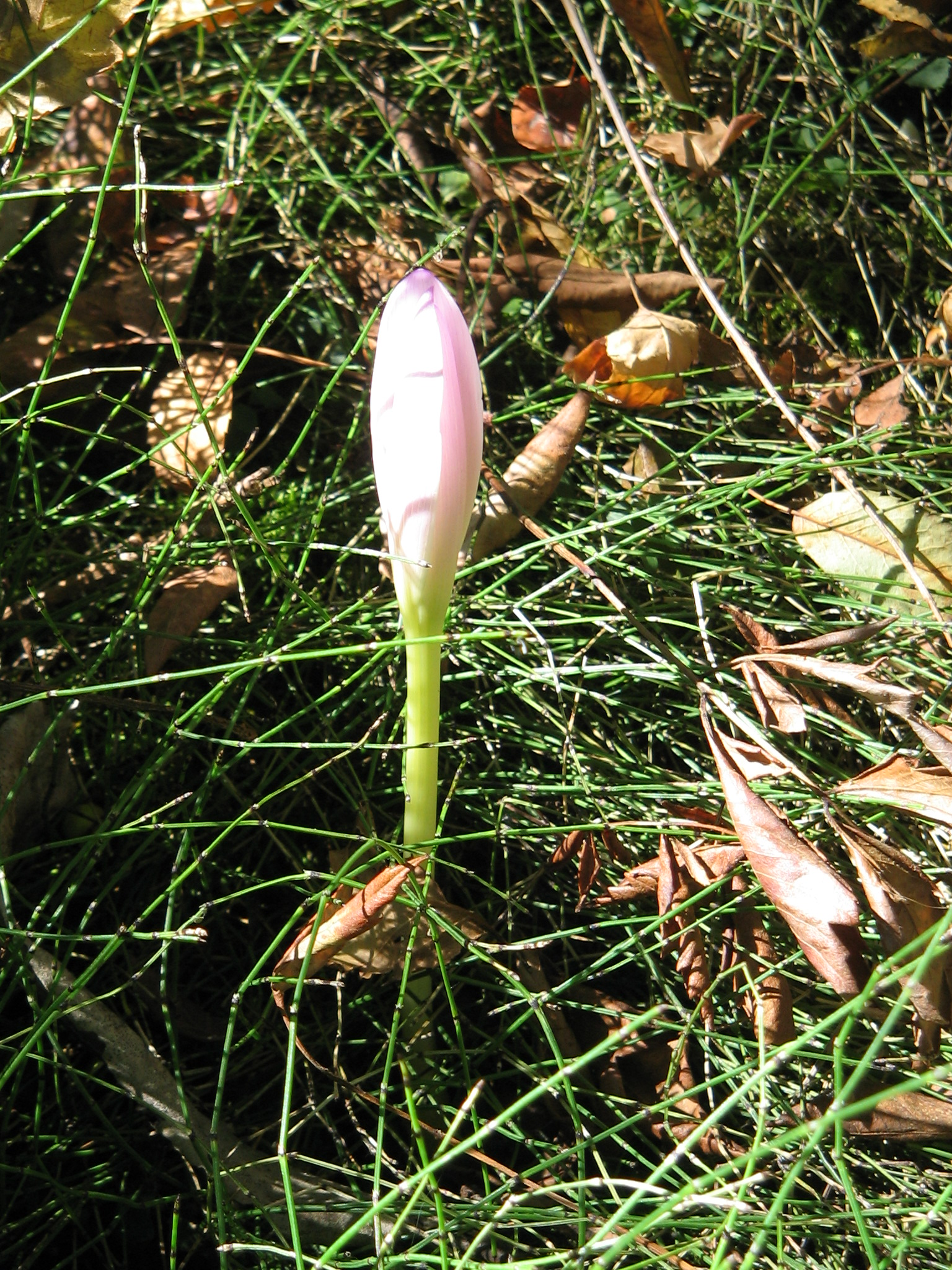
Éclosion
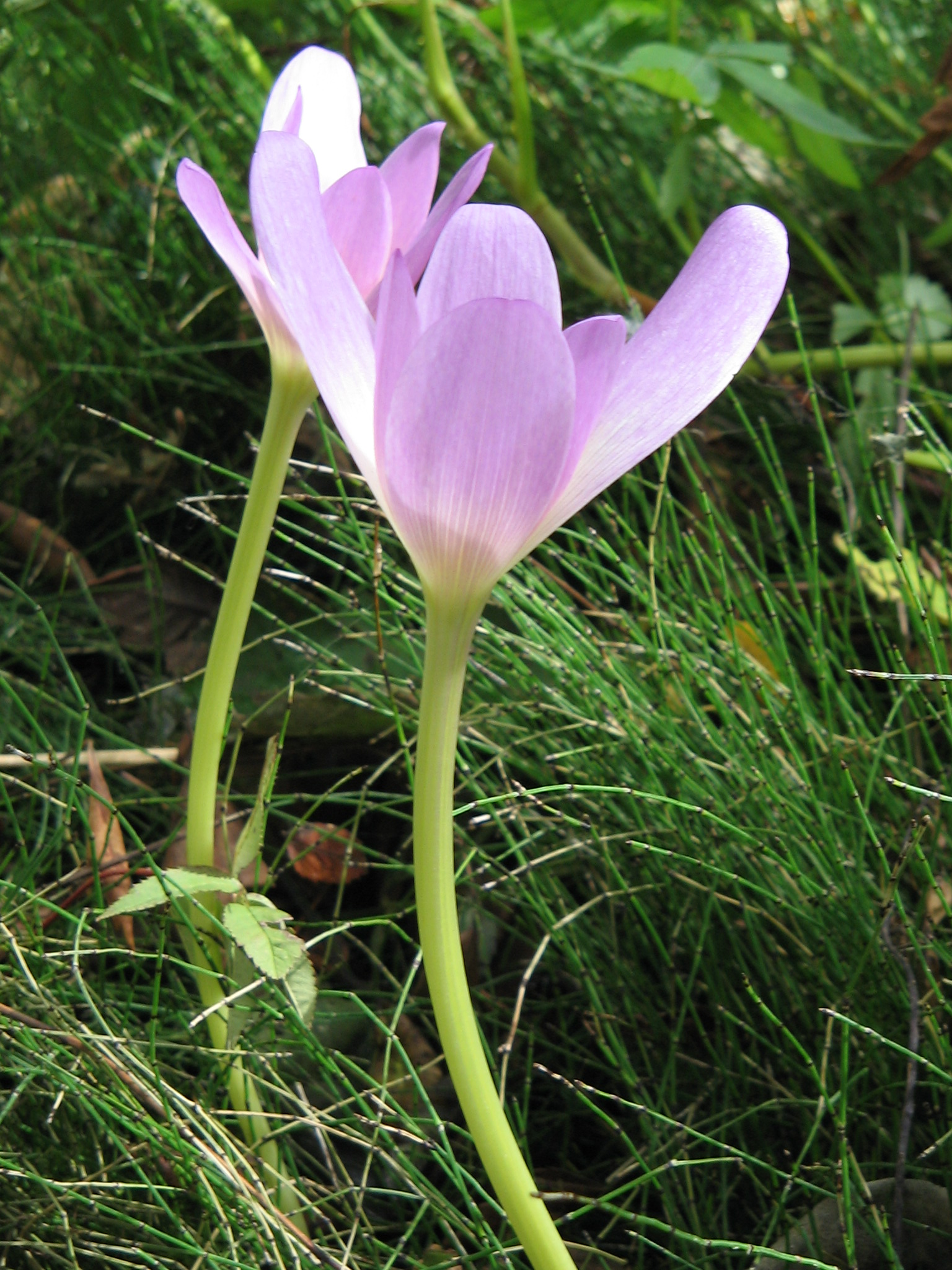
Fleurs de profil
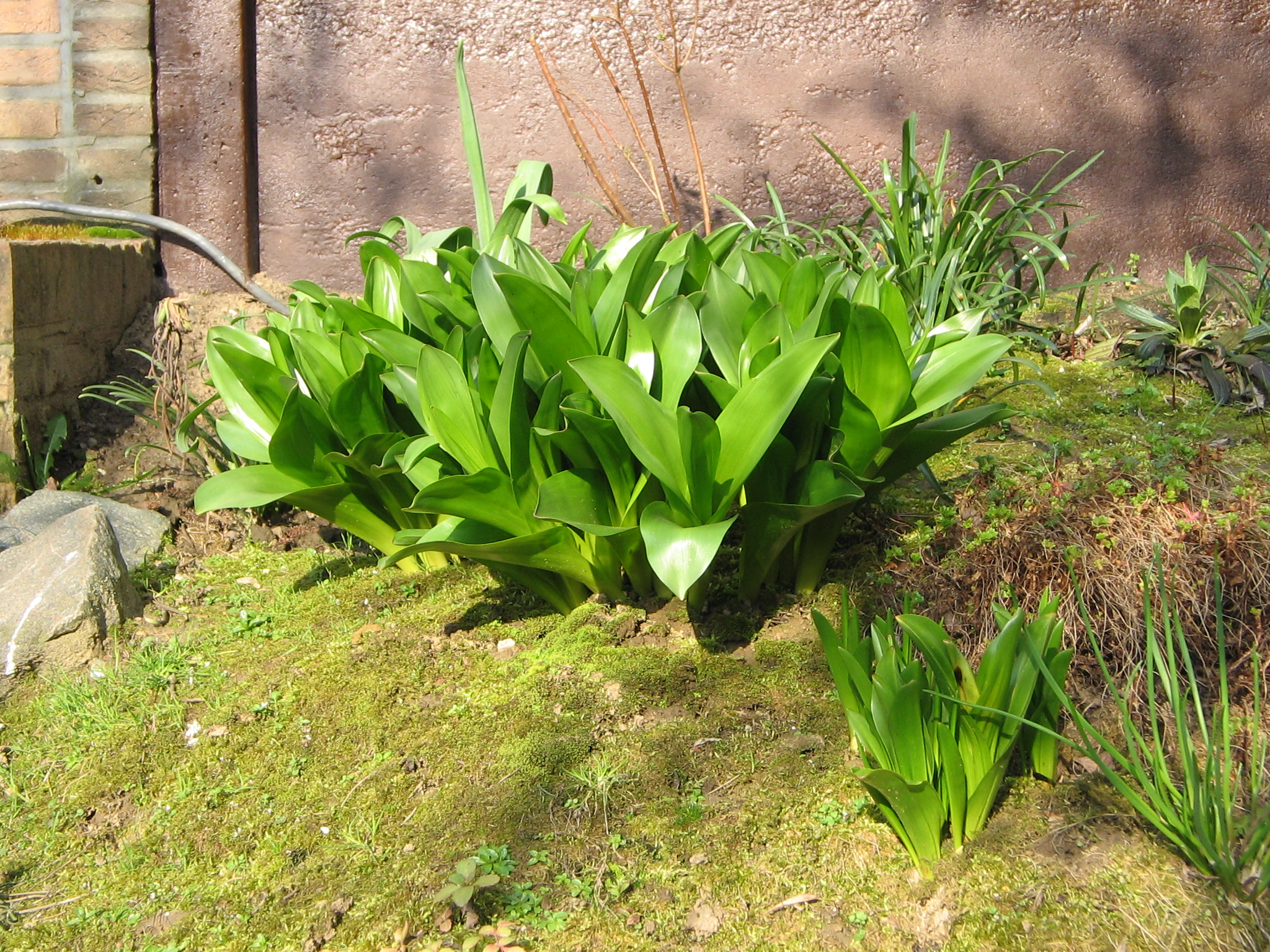
Feuilles au printemps
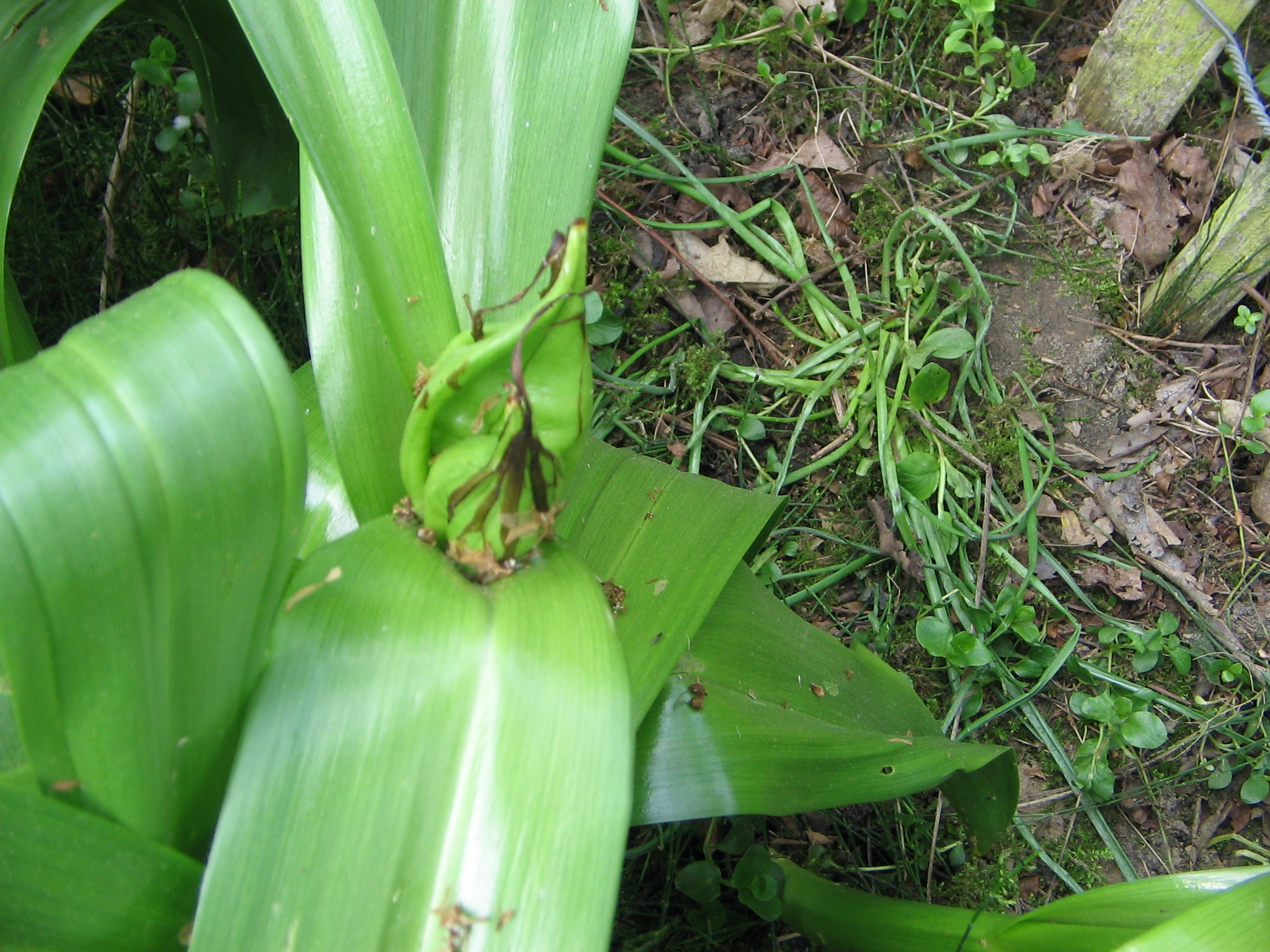
Fruits parmi les feuilles

## Répartition
Ce colchique pousse jusqu’à 3 000 m d’altitude dans les prairies subalpines et les éboulis du Caucase, du nord de la Turquie et de l’Iran.

## Culture
Ce colchique robuste et très florifère, de culture facile en sol normal, est ainsi souvent cultivé dans les parcs et les jardins d‘ornement.

### Variétés et formes horticoles
- Colchicum bornmuelleri Freyn, récolté en 1889 au nord d’Ankara, à plus grandes fleurs en coupe à large gorge blanche à tube émeraude et à étamines brunâtres (jaunes chez le type), est actuellement considéré comme une variété de Colchicum speciosum var. bornmuelleri (Freyn) Bergmans[1],[2]
- Colchicum giganteum S.Arn. est une forme à plus grandes fleurs et à floraison plus tardive[3].
- Colchicum speciosum 'Album' est une sélection à fleurs blanches en forme de tulipe et à tube émeraude.
- Colchicum speciosum 'Maximum' est une sélection à très grandes fleurs.

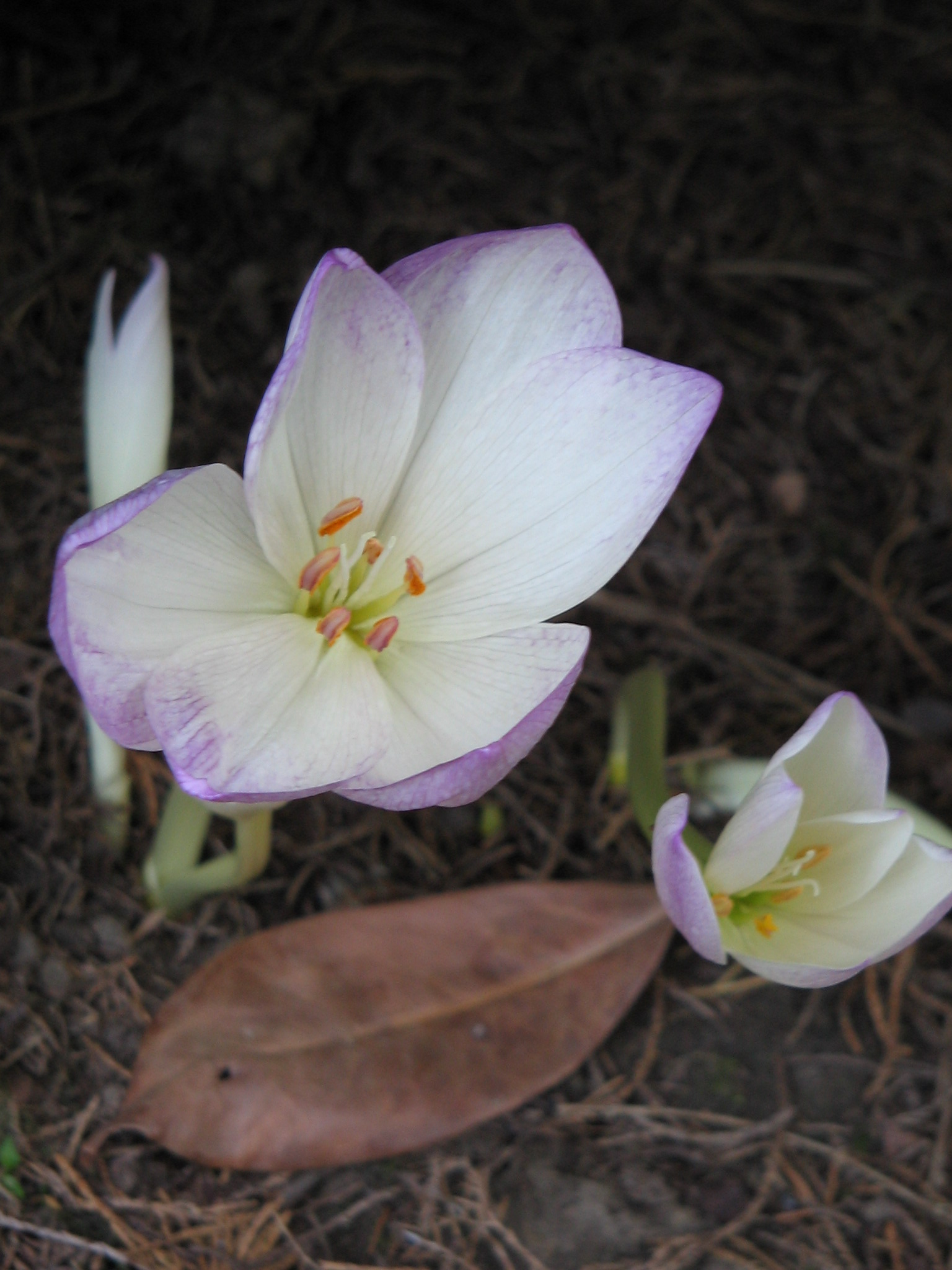
Colchicum bornmuelleri
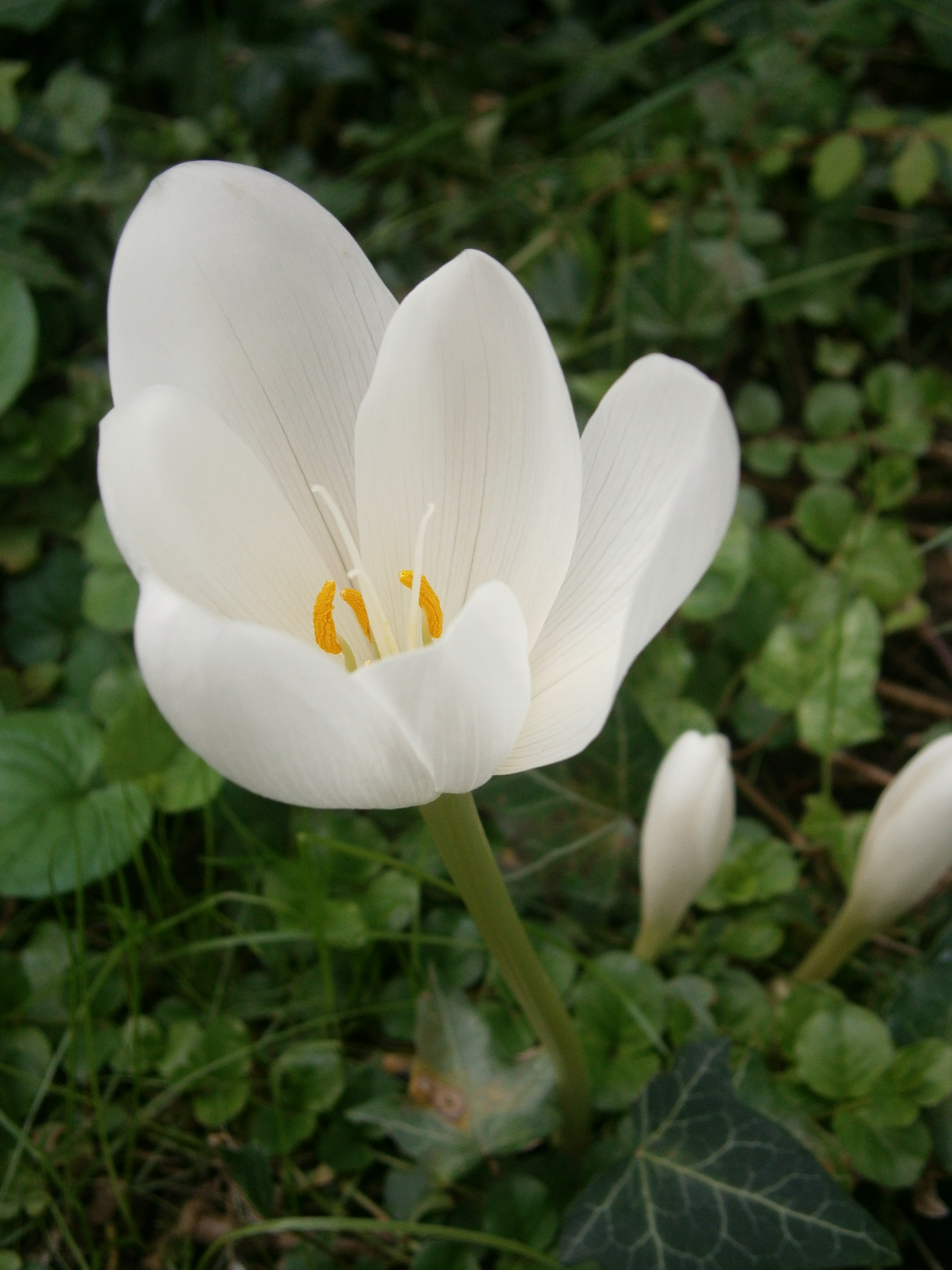
Colchicum speciosum 'Album'

### Hybrides horticoles
Les croisement entre différentes formes de cette espèce et Colchicum bivonae Guss. ont produit des hybrides à grandes fleurs, notamment :
- 'Autumn Herald' améthyste à gorge ivoire
- 'Autumn Queen' (syn. 'Prinses Astrid') lilas avec motif en damier et gorge blanche
- 'Giant' à très grandes fleurs
- 'Lilac Wonder' tardif, très florifère
- 'Violet Queen' précoce, violet pourpré, parfumé.